# Royaume de Gera

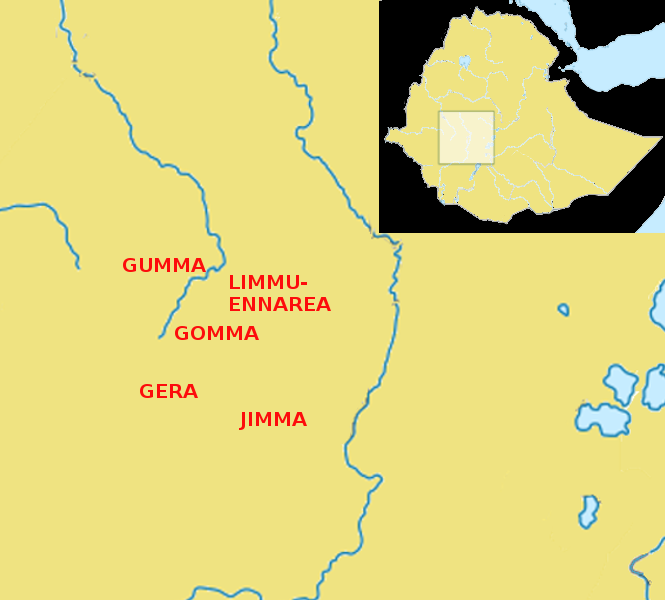
Carte montrant les cinq royaumes Gibe (XIXe siècle). Basé sur « Les Oromo d’Éthiopie : une histoire 1570-1860 » de Mohammed Hassen.

Le royaume de Gera était un royaume de la région de Gibe d'Éthiopie qui a émergé à la fin du 19e siècle. Il partageait sa frontière nord avec le Royaume de Gumma, sa frontière orientale avec le Royaume de Gomma, et était séparé du Royaume de Kaffa au sud par la Rivière Gojeb. Avec sa capitale à Chala (plus tard Chira), le territoire du royaume de Gera correspond approximativement au woreda moderne de Gera.

## Aperçu
Le royaume de Gera était situé dans un bassin entouré de collines légèrement vallonnées, bien que de vastes marécages existaient dans les collines du nord. La population de ce royaume était estimée en 1880 entre 15 000 et 16 000 habitants. La plantation et la récolte du maïs suivaient à Gera un calendrier différent de celui des autres royaumes Gibe ; là où les autres ont planté en février et récolté en juillet, à Gera, il a été planté en avril et récolté en août. Mohamed Hassen ajoute que Gera « était, et est toujours, la riche terre du miel » et note que le miel de Gera avait la réputation d'être le meilleur miel d'Éthiopie. Hassen énumère huit sortes de miel cultivées à Gera, le meilleur étant le miel Ebichaa ("foncé"), à partir duquel a été fabriqué un hydromel connu sous le nom de dadhi, la boisson de la royauté et des dignitaires de la région de Gibe. "Il n'est donc pas surprenant", conclut Hassen, "que le savoureux et prestigieux Ebichaa ait été un monopole royal."
Gera est également le lieu du Mont Ijersa, que le Oromo considère comme sacré. Ils croient que Dieu y prendra place au moment du Jugement dernier
Les dirigeants du royaume détenaient le titre de Donacho.

## Historique
Selon Beckingham et Huntingford, il existe des preuves que la monarchie de Gera existait avant la Grande migration Oromo au 16ème siècle. Cependant, selon Mohammed Hassen, Gera fut le dernier des royaumes Gibe à exister et fut fondé par Gunji, « un chef de guerre prospère qui se fit roi » vers 1835, mais mourut peu de temps après. Cette dynastie a pris fin avec le meurtre de Tulu Ganje par le roi Oncho de Gumma. Un nouveau gouvernement fut fondé par Abba Baso, qui se révéla être un dirigeant impopulaire. Il fut ensuite renversé par son frère Abba Rago et exilé au Jimma
Selon Trimingham, le royaume connut sa plus grande prospérité sous le roi Abba Magal, qui s'était converti à l'Islam, bien qu'un certain nombre de ses sujets professaient encore le christianisme. On ne sait pas quel roi Gibe était responsable de cette conversion : Trimingham attribue cette réalisation à Abba Jubir de Gumma ; Mohammed Hassen attribue le mérite initial à Abba Bagibo de Limmu-Ennarea, qui a proposé de soutenir Abba Magal dans sa lutte pour le trône s'il permettait aux missionnaires musulmans d'entrer dans son royaume, et ce n'est que plus tard qu'Abba Jubir s'est converti. lui. À la mort du roi Abba Magal, sa femme Genne Fa a agi comme régente pour leur fils, qui sont tous deux devenus prisonniers à Jimma lorsque Gera a été conquise par Dejazmach Besha Abua en 1887.